# Снайпери (фільм, 1985)
«Снайпери» — радянський художній фільм 1985 року режисера Болотбека Шамшиєва, фільм-лауреат Всесоюзного кінофестивалю.

## Сюжет
Фільм присвячений Герою Радянського Союзу снайперу Алії Молдагуловій, яка загинула в боях за звільнення Ленінграда. Юна дівчина, яка до цих пір не тримала в руках зброї, стає снайпером — нещадним, розважливим, вмілим. У кінострічці переплітаються інші сюжетні лінії — любов, героїзм, військове братерство. Режисерський стиль Болотбека Шамшиєва завжди відрізнявся романтичним і філософським осмисленням людини в потоці часу. Фільм «Снайпери» розповідає не тільки про біографію Алії Молдагулової, але і про бої і про взаємини солдатів і мирного населення.

## У ролях
- Айтурган Темірова — Алія Молдагулова
- Марина Яковлєва —  Надя Вєткіна  (прототип — Надія Матвєєва)
- Віра Глаголєва —  Роза Ковальова
- Олена Мельникова —  Олександра Павлова, єфрейтор
- Микола Скоробогатов — Степан Сіткін, старшина Денісович, снайпер
- Касим Жакібаєв —  Бакіров, старшина
- Юозас Кіселюс —  Федір Матвєєв, командир батальйону  (прототип — Микола Уральський)
- Еміль Борончієв —  Амран Кожахметов, лейтенант, політрук
- Михайло Крилов —  Саньок Леонов, розвідник
- Тетяна Конюхова —  Никифорова, майор
- Георгій Мартіросян —  Градов, майор
- Джейхун Мірзоєв —  Салаєв
- Катерина Горяєва —  Катерина Ушакова
- Світлана Євстратова —  Тамара Барамикіна
- Оразхан Кенебаєв —  розвідник
- Олександр Безпалий —  розвідник
- Анатолій Чарноцький —  розвідник
- Байкенже Бельбаєв —  розвідник
- Зейнулла Сетеков —  старшина
- Володимир Грицевський —  Савченко, командир роти
- Світлана Кузьміна — епізод
- Олександр Кашперов — епізод
- Шаміль Жунусов — епізод
- Іван Мацкевич — епізод
- Марія Зінкевич — епізод
- Анатолій Котенєв — епізод
- Олександр Тимошкін — епізод
- Шайза Ахметова — епізод
- Олександра Зиміна — епізод

Ролі озвучували:
- Сергій Шакуров —  Матвєєв , роль Юозаса Кіселюса
- Анна Каменкова —  Алія Молдагулова , роль Айтурган Темірової
- Віктор Шульгін —  Степан Сіткін , роль Миколи Скоробогатова

Закадровий текст
- Олексій Золотницький

## Знімальна група
- Режисер — Болотбек Шамшиєв
- Сценаристи — Болотбек Шамшиєв, Сейлхан Аскаров
- Оператори — Мурат Алієв, Марат Дуганов
- Композитор — Віктор Лебедєв
- Художник — Олександр Чертович